# Jair Nunes
Jair Nunes do Espírito Santo (15 september 1994) is een Santomees voetballer, die sinds 2011 bij Grupo Desportivo Cruz Vermelha als middenvelder speelt. Hij komt sinds 2011 ook uit voor het Santomees voetbalelftal en deed met zijn land mee aan de voorrondes van de African Cup of Nations 2013.
Nunes heeft drie keer gescoord tijdens interlands, een penalty tegen Lesotho en twee keer in de thuiswedstrijd tegen Sierra Leone.